# Jumanji (film)
A Jumanji (eredeti cím: Jumanji) 1995-ben bemutatott amerikai fantasy-kalandfilm, amelyet Chris Van Allsburg azonos című könyve alapján Joe Johnston rendezett, Jonathan Hensleigh, Greg Taylor és Jim Strain forgatókönyvéből. A film zenéjét James Horner szerezte. A főbb szerepekben Robin Williams, Kirsten Dunst, Bonnie Hunt és Bradley Pierce látható. Ez volt a Jumanji franchise első filmje. A történet középpontjában egy varázserejű társasjáték áll, mely a dzsungel lakóinak megidézésével gyakran veszélybe sodorja játékosait.
Az Amerikai Egyesült Államokban 1995. december 15-én került mozikba a Sony Pictures Entertainment forgalmazásában, Magyarországon 1996. március 7-én mutatta be az InterCom Zrt.. Bár vegyes kritikákat kapott, a film sikert aratott a jegypénztáraknál. A 65 millió dollárból készült Jumanji 263 millió dolláros bevételével az 1995-ös év tizedik legnagyobb bevételű filmje lett.
Az eredeti filmet egy 1996 és 1999 között futó, azonos című animációs sorozat követte. 2005-ben jelent meg egy kapcsolódó film, a Zathura – Az űrfogócska. Ezt az 1995-ös film két közvetlen folytatása követte: Jumanji – Vár a dzsungel (2017) és Jumanji – A következő szint (2019).

## Cselekmény
A film kezdetén, 1869-ben két tizenéves elás egy lelakatolt ládát, azzal a szándékkal, hogy senki soha ne találja meg. Azonban száz évvel később, 1969-ben a gazdag, cipőgyáros Parrish családból származó tizenkét éves Alan (Adam Hann-Byrd) egy építkezésen rátalál a dobozra, és benne egy régi társasjátékra, a Jumanjira.
Otthon Alan összeveszik a szüleivel, mert nem akar elköltözni az apja Samuel (Jonathan Hyde) által választott Cliffside bentlakásos fiúiskolába. Végül az apja dühösen otthagyja, Alan pedig utánakiált, hogy többet nem akar beszélni vele és összecsomagol, hogy megszökjön otthonról. Ezután Sarah Whittle (Laura Bell Bundy) Alan "szerelme" visszahozza Alan kerékpárját, amit Billy (aki azért lopta el a biciklit, mert féltékeny volt Alan és Sarah barátságára) korábban elvett tőle. Sarah és a fiú játszani kezdenek a Jumanjival és meglepődve tapasztalják, hogy a játék bábui magától mozognak, ha a játékos dob a dobókockákkal. Ráadásul minden lépésnél egy versike jelenik meg a játék ablakában. Sarah verse: "Dőreség a bőregérrel kikezdened, főleg éjjel."
Erre egy csapatnyi denevér hangját hallják. Alan el akarja tenni a játékot, de véletlenül dob, és ez a vers jön ki: "A dzsungelben várni fogsz, amíg ötöt, nyolcat dobsz." Ekkor Alan hirtelen eltűnik a házból, Saraht pedig a kandallóból kiviharzó bőregércsapat kergeti ki az utcára.
A Parrish-ház, melyben Alan eltűnt, huszonhat éve üresen áll, mikor egy testvérpár, Judy (Kirsten Dunst) és Peter (Bradley Pierce) Shepherd költözik oda. A testvérek szülei Kanadában, egy autóbalesetben meghaltak, a gyerekekkel nagynénjük, Nora (Bebe Neuwirth) törődik. Peter denevéreket vél látni a ház padlásán, de az állatfelügyelő nem talál semmit. Elmeséli viszont, hogy huszonhat évvel ezelőtt a Parrish apuka meggyilkolta, majd befalazta Alant. A helyi legenda nem igaz, de a gyerekek elhiszik. Mikor Nora néni dolgozni megy, a padláson rátalálnak a Jumanjira és játszani kezdenek. Először egy rajnyi moszkitó jelenik meg, majd egy oroszlán. A következő alkalommal Peter ötöt meg nyolcat dob, és visszatér az immár felnőtté vált Alan (Robin Williams). A gyerekek megijednek a Tarzan-ruhába öltözött férfitól, aki a szüleit kezdi keresni a házban. Végül rádöbben, hogy az apja által vezetett cipőgyár rég bezárt, szülei is halottak. Az elmúlt huszonhat évben Alan dzsungelben raboskodott, mert a játszmát nem folytatta senki.
Judyval és Peterrel keresni kezdik Saraht, mert nélküle nem vethetnek véget a játékból kiszabadult borzalmaknak, melyek már a várost veszélyeztetik. A felnőtt Sarah (Bonnie Hunt) traumát szenvedett, mikor Alan eltűnt, és sokan őrültnek tartják, mert annak idején elmesélte, hogy Alant felszippantotta egy játék. Sarah csak vonakodva egyezik bele a játszma folytatásába, mivel tíz évig kellett különleges terápiára járnia, amíg elhitte, hogy a Jumanji nem létezik. Megjelenik egy Van Pelt nevű vadász, egy pelikán elveszi a játékot, majd Van Pelt is megszerzi magának és egy áruházat felfordítva sikerül csak visszakapniuk.
Visszatérnek a Parrish-házba, melyet elleptek a játékból kiszabadult rinocéroszok, oroszlánok, szúnyogok, majmok és más esőerdei állatok. Van Pelt már épp lelőné Alant, mikor Alan megnyeri a játékot, kimondja: „Jumanji” és minden visszamegy a játékba.
Ismét 1969-et írunk, Alan és Sarah újra gyerekek és megint ott vannak, ahol huszonhat éve. Alan és Sarah beledobják a Jumanjit a folyóba, és megcsókolják egymást. 1994 karácsonya: Alan és Sarah összeházasodtak, Alan szülei még élnek, Judy és Peter szülei pedig munkába állnának náluk. Parrishék meggyőzik őket, hogy mondjanak le a kanadai kirándulásról, megakadályozva ezzel a halálukat.
A film végén látni lehet, hogy két francia lány megtalálja a Jumanjit, amit a tenger partra vetett...

## Szereplők
| Szerep                 | Színész           | Magyar hang      |
| ---------------------- | ----------------- | ---------------- |
| Alan Parrish           | Robin Williams    | Mikó István      |
| Sarah Whittle          | Bonnie Hunt       | Kovács Nóra      |
| Judy Shepherd          | Kirsten Dunst     | Vadász Bea       |
| Peter Shepherd         | Bradley Pierce    | Előd Álmos       |
| Samuel Parrish         | Jonathan Hyde     | Végvári Tamás    |
| Van Pelt, a vadász     | Jonathan Hyde     | Fodor Tamás      |
| Anne Parrish           | Patricia Clarkson | Borbás Gabi      |
| Carl Bentley           | David Alan Grier  | Vass Gábor       |
| Nora Shepherd          | Bebe Neuwirth     | Prókai Annamária |
| Alan Parrish fiatalon  | Adam Hann-Byrd    | Hamvas Dániel    |
| Sarah Whittle fiatalon | Laura Bell Bundy  | Csondor Kata     |

## Díjak, jelölések
| Év   | Díj                | Kategória                             | Jelölt                                         | Eredmény |
| ---- | ------------------ | ------------------------------------- | ---------------------------------------------- | -------- |
| 1996 | Saturn Award       | Legjobb különleges effektusok         | Stan Parks                                     | Elnyerte |
| 1996 | Saturn Award       | Legjobb női mellékszereplő            | Bonnie Hunt                                    | Elnyerte |
| 1996 | Saturn Award       | Legjobb színész                       | Robin Williams                                 | Jelölve  |
| 1996 | Saturn Award       | Legjobb rendező                       | Joe Johnston                                   | Jelölve  |
| 1996 | Saturn Award       | Legjobb fantasy film                  |                                                | Jelölve  |
| 1996 | Saturn Award       | Legjobb fiatal színésznő              | Kirsten Dunst                                  | Jelölve  |
| 1996 | Saturn Award       | Legjobb fiatal színész                | Bradley Pierce                                 | Jelölve  |
| 1996 | C.A.S. Award       | Kiemelkedő hangkeverés játékfilmben   | Randy Thom Gary Summers Shawn Murphy Rob Young | Jelölve  |
| 1996 | Blimp Award        | Kedvenc film színész                  | Robin Williams                                 | Jelölve  |
| 1996 | Young Artist Award | Legjobb családi, akció, kalandfilm    | Tristar                                        | Elnyerte |
| 1996 | Young Artist Award | Legjobb fiatal főszereplő - játékfilm | Kirsten Dunst                                  | Jelölve  |

## Filmzene
1. Agnes Baltsa, The Vienna Symphony Orchestra and Chorus "Una Voce Poco Fa" (1816)
2. Jethro Tull "Locomotive Breath" (1971)
3. "Night and Day" (1932)
4. The Academy of St. Martin-in-the-Fields "Serenade in D, Op.44" (1878)
5. "The Ballad of Gilligan's Isle (Theme from Gilligan's Island)" (1964)
6. "Hark! the Herald Angels Sing" (pub. 1856)
7. "We Wish You a Merry Christmas"